# Bandes de freqüència 5G NR
Les bandes de freqüència per a 5G New Radio (5G NR), que és la interfície aèria o la tecnologia d'accés per ràdio de les xarxes mòbils 5G, es separen en dos rangs de freqüències diferents. Primer hi ha el rang de freqüència 1 (FR1), que inclou sub-6 bandes de freqüència GHz, algunes de les quals s'utilitzen tradicionalment per estàndards anteriors, però s'han ampliat per cobrir possibles noves ofertes d'espectre a partir de 410 MHz a 7125 MHz. L'altre és el rang de freqüència 2 (FR2), que inclou bandes de freqüència a partir de 24,25 GHz a 71,0 GHz. Les bandes de freqüència també estan disponibles per a xarxes no terrestres al sub-6 rang de GHz.

## Bandes de freqüència
A partir de l'última versió publicada (Rel. 18) de l'estàndard tècnic 3GPP respectiu (TS 38.101), les taules següents mostren les bandes de freqüència especificades i les amplades de banda de canal de l'estàndard 5G NR.
Tingueu en compte que les bandes NR es defineixen amb el prefix de "n". Quan la banda NR es solapa amb la banda 4G LTE, comparteixen el mateix número de banda.

### Interval de freqüència 1
| Llegenda | Enllaç de baixada suplementari (SDL) | Enllaç amunt suplementari (SUL) |

| Banda | Mode Duplex | ƒ (MHz)  | Nom Comú                | Subconjunt de banda | Pujada (MHz)    | Baixada (MHz) |
| ----- | ----------- | -------- | ----------------------- | ------------------- | --------------- | ------------- |
| n1    | FDD         | 2100     | IMT                     | n65                 | 1920 – 1980     | 2110 – 2170   |
| n2    | FDD         | 1900     | PCS                     | n25                 | 1850 – 1910     | 1930 – 1990   |
| n3    | FDD         | 1800     | DCS                     |                     | 1710 – 1785     | 1805 – 1880   |
| n5    | FDD         | 850      | CLR                     | n26                 | 824 – 849       | 869 – 894     |
| n7    | FDD         | 2600     | IMT‑E                   |                     | 2500 – 2570     | 2620 – 2690   |
| n8    | FDD         | 900      | Extended GSM            |                     | 880 – 915       | 925 – 960     |
| n12   | FDD         | 700      | Lower SMH               | n85                 | 699 – 716       | 729 – 746     |
| n13   | FDD         | 700      | Upper SMH               |                     | 777 – 787       | 746 – 756     |
| n14   | FDD         | 700      | Upper SMH               |                     | 788 – 798       | 758 – 768     |
| n18   | FDD         | 850      | Lower 800 (Japan)       | n26                 | 815 – 830       | 860 – 875     |
| n20   | FDD         | 800      | Digital Dividend (EU)   |                     | 832 – 862       | 791 – 821     |
| n24   | FDD         | 1600     | Upper L‑Band (US)       |                     | 1626.5 – 1660.5 | 1525 – 1559   |
| n25   | FDD         | 1900     | Extended PCS            |                     | 1850 – 1915     | 1930 – 1995   |
| n26   | FDD         | 850      | Extended CLR            |                     | 814 – 849       | 859 – 894     |
| n28   | FDD         | 700      | APT                     |                     | 703 – 748       | 758 – 803     |
| n29   | SDL         | 700      | Lower SMH               |                     | 717 – 728       |               |
| n30   | FDD         | 2300     | WCS                     |                     | 2305 – 2315     | 2350 – 2360   |
| n34   | TDD         | 2100     | IMT                     |                     | 2010 – 2025     | 2010 – 2025   |
| n38   | TDD         | 2600     | IMT‑E                   | n41, n90            | 2570 – 2620     | 2570 – 2620   |
| n39   | TDD         | 1900     | DCS–IMT Gap             |                     | 1880 – 1920     | 1880 – 1920   |
| n40   | TDD         | 2300     | S-Band                  |                     | 2300 – 2400     | 2300 – 2400   |
| n41   | TDD         | 2500     | BRS                     |                     | 2496 – 2690     | 2496 – 2690   |
| n46   | TDD         | 5200     | U-NII-1–4               |                     | 5150 – 5925     | 5150 – 5925   |
| n47   | TDD         | 5900     | U-NII-4                 | n46                 | 5855 – 5925     | 5855 – 5925   |
| n48   | TDD         | 3500     | CBRS (US)               | n77, n78            | 3550 – 3700     | 3550 – 3700   |
| n50   | TDD         | 1500     | L‑Band (EU)             |                     | 1432 – 1517     | 1432 – 1517   |
| n51   | TDD         | 1500     | L‑Band Extension (EU)   |                     | 1427 – 1432     | 1427 – 1432   |
| n53   | TDD         | 2400     | S band                  |                     | 2483.5 – 2495   | 2483.5 – 2495 |
| n54   | TDD         | 1600     | L band                  |                     | 1670 – 1675     | 1670 – 1675   |
| n65   | FDD         | 2100     | Extended IMT            |                     | 1920 – 2010     | 2110 – 2200   |
| n66   | FDD         | 17002100 | Extended AWS            |                     | 1710 – 1780     | 2110 – 2200   |
| n67   | SDL         | 700      | EU 700                  |                     | 738 – 758       |               |
| n70   | FDD         | 2000     | Supplementary AWS       |                     | 1695 – 1710     | 1995 – 2020   |
| n71   | FDD         | 600      | Digital Dividend (US)   |                     | 663 – 698       | 617 – 652     |
| n74   | FDD         | 1500     | Lower L‑Band (US)       |                     | 1427 – 1470     | 1475 – 1518   |
| n75   | SDL         | 1500     | L‑Band (EU)             |                     | 1432 – 1517     |               |
| n76   | SDL         | 1500     | Extended L‑Band (EU)    |                     | 1427 – 1432     |               |
| n77   | TDD         | 3700     | C-Band                  |                     | 3300 – 4200     | 3300 – 4200   |
| n78   | TDD         | 3500     | C-Band                  | n77                 | 3300 – 3800     | 3300 – 3800   |
| n79   | TDD         | 4700     | C-Band                  |                     | 4400 – 5000     | 4400 – 5000   |
| n80   | SUL         | 1800     | DCS                     |                     | 1710 – 1785     |               |
| n81   | SUL         | 900      | Extended GSM            |                     | 880 – 915       |               |
| n82   | SUL         | 800      | Digital Dividend (EU)   |                     | 832 – 862       |               |
| n83   | SUL         | 700      | APT                     |                     | 703 – 748       |               |
| n84   | SUL         | 2100     | IMT                     |                     | 1920 – 1980     |               |
| n85   | FDD         | 700      | Extended Lower SMH      |                     | 698 – 716       | 728 – 746     |
| n86   | SUL         | 1700     | Extended AWS            | n80                 | 1710 – 1780     |               |
| n89   | SUL         | 850      | CLR                     |                     | 824 – 849       |               |
| n90   | TDD         | 2500     | BRS                     |                     | 2496 – 2690     | 2496 – 2690   |
| n91   | FDD         | 8001500  | DD (EU)L-Band (EU)      | n20, n51            | 832 – 862       | 1427 – 1432   |
| n92   | FDD.        | 8001500  | DD (EU)L-Band (EU)      | n20, n50            | 832 – 862       | 1432 – 1517   |
| n93   | FDD         | 9001500  | Extended GSML-Band (EU) | n8, n51             | 880 – 915       | 1427 – 1432   |
| n94   | FDD         | 9001500  | Extended GSML-Band (EU) | n8, n50             | 880 – 915       | 1432 – 1517   |
| n95   | SUL         | 2100     | IMT                     |                     | 2010 – 2025     |               |
| n96   | TDD         | 6000     | U-NII-5–8               |                     | 5925 – 7125     | 5925 – 7125   |
| n97   | SUL         | 2300     | S-Band                  |                     | 2300 – 2400     |               |
| n98   | SUL         | 1900     | DCS–IMT Gap             |                     | 1880 – 1920     |               |
| n99   | SUL         | 1600     | Upper L‑Band (US)       |                     | 1626.5 – 1660.5 |               |
| n100  | FDD         | 900      | Rail Mobile Radio (RMR) |                     | 874.4 – 880     | 919.4 – 925   |
| n101  | TDD         | 1900     | Rail Mobile Radio (RMR) | n39                 | 1900 – 1910     | 1900 – 1910   |
| n102  | TDD         | 6200     | U-NII-5                 | n96                 | 5925 – 6425     | 5925 – 6425   |
| n104  | TDD         | 6700     | U-NII-6–8               | n96                 | 6425 – 7125     | 6425 – 7125   |
| n105  | FDD         | 600      | Digital Dividend (APT)  |                     | 663 – 703       | 612 – 652     |
| Banda | Mode Duplex | ƒ (MHz)  | Nom Comú                | Subconjunt de banda | Pujada (MHz)    | Baixada (MHz) |

### Interval de freqüència 2
| Banda | ƒ (GHz) | Nom comú | Subconjunt de banda | Enllaç ascendent/enllaç descendent (GHz) | Amplades de banda del canal (MHz) |
| ----- | ------- | -------- | ------------------- | ---------------------------------------- | --------------------------------- |
| n257  | 28      | LMDS     |                     | 26.50 – 29.50                            | 50, 100, 200, 400                 |
| n258  | 26      | Banda K  |                     | 24.25 – 27.50                            | 50, 100, 200, 400                 |
| n259  | 41      | banda V  |                     | 39.50 – 43.50                            | 50, 100, 200, 400                 |
| n260  | 39      | Banda Ka |                     | 37.00 – 40.00                            | 50, 100, 200, 400                 |
| n261  | 28      | Banda Ka | n257                | 27.50 – 28.35                            | 50, 100, 200, 400                 |
| n262  | 47      | banda V  |                     | 47.20 – 48.20                            | 50, 100, 200, 400                 |
| n263  | 60      | banda V  |                     | 57.00 – 71.00                            | 100, 400, 800, 1600 i 2000        |
| Banda | ƒ (GHz) | Nom comú | Subconjunt de banda | Enllaç ascendent / descendent (GHz)      | Amples de banda del canal (MHz)   |

### Interval de freqüència no terrestre
| Banda | Mode dúplex | ƒ (MHz) | Nom comú | Enllaç ascendent (MHz) | Enllaç descendent (MHz) | Espaciat dúplex (MHz) |
| ----- | ----------- | ------- | -------- | ---------------------- | ----------------------- | --------------------- |
| n255  | FDD         | 1600    | Banda L  | 1626.5 – 1660,5        | 1525                    | −101,5                |
| n256  | FDD         | 2100    | Banda S  | 1980                   | 2170                    | 190                   |
| Banda | Mode dúplex | ƒ (MHz) | Nom comú | Enllaç ascendent (MHz) | Enllaç descendent (MHz) | Espaciat dúplex (MHz) |